# 키위새의 겨울
"키위새의 겨울"은 1987년에 개봉한 대한민국의 영화이다.

## 캐스팅
- 조용원 : 수희 역
- 강석우 : 문도 역
- 박영희 : 경자 역
- 정한헌 : 병구 역
- 전개석 : 동찬 역
- 박동훈 : 화영 역
- 곽건 : 백 교수 역
- 노사강 : 박 기자 역
- 최형선 : 영주 역
- 박미선 : 극장에 앉아 있는 엑스트라 역
- 이광조 (특별출연)